# Danger music
La danger music (littéralement « musique dangereuse ») est une forme expérimentale de musique et de performance d'avant-garde des XXe et XXIe siècles.

## Caractéristiques

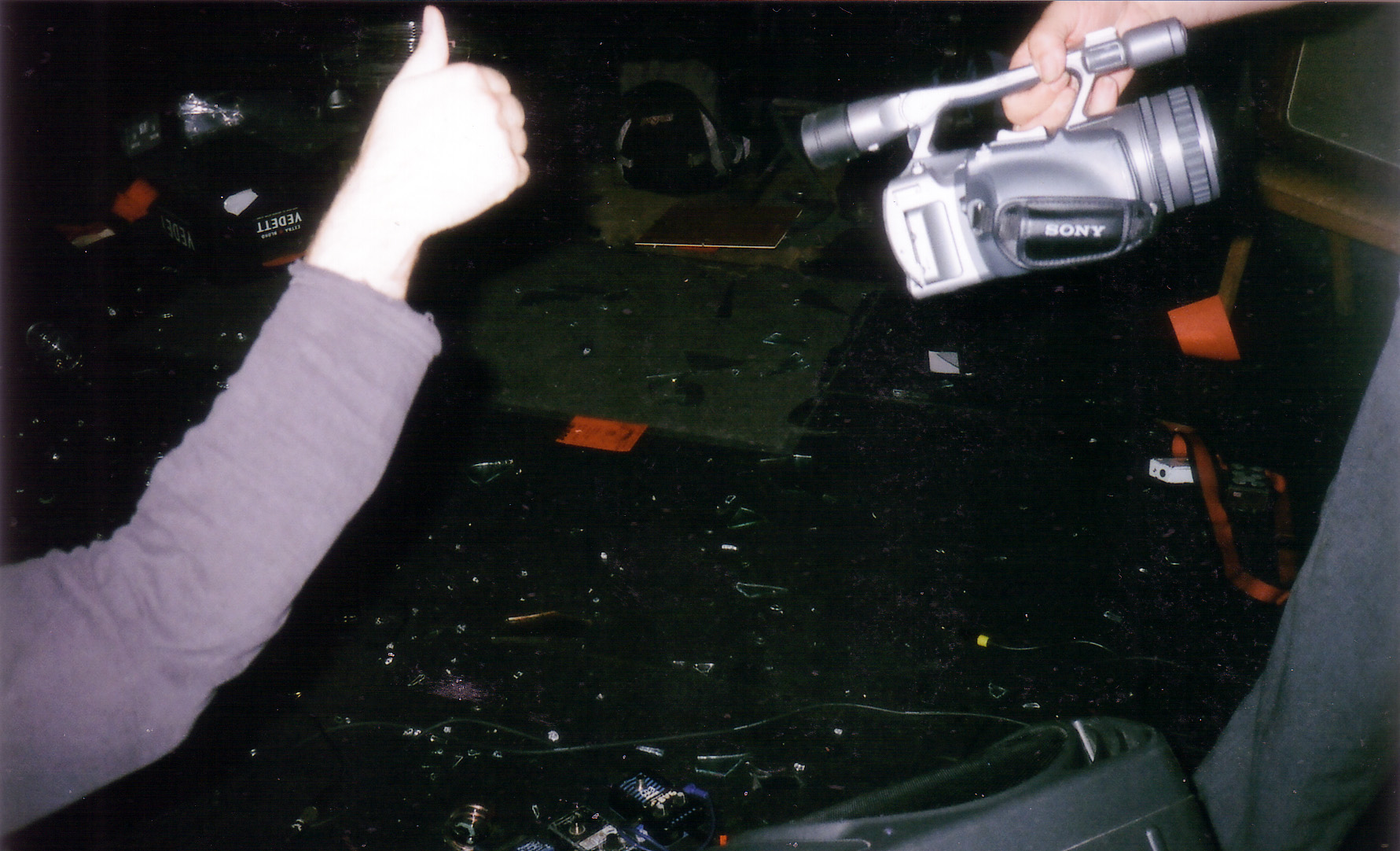
Des débris de verre jonchent la scène après un concert de Justice Yeldham. Yeldham joue d'un instrument en verre, qu'il brise souvent lors de ses concerts, s'infligeant au passage des blessures au visage.

La danger music se repose sur l'idée que certains morceaux musicaux peuvent ou vont nuire à l'auditeur ou à l'interprète, le morceau en question pouvant ou non être joué. Kyle Gann décrit dans son livre Music Downtown : Writings from the Village Voice, comment la composition Music for a Revolution de Takehisa Kosugi demande à l'interprète de « s'arracher un œil dans 5 ans et de faire la même chose avec l'autre œil 5 ans plus tard. » Les œuvres de ce type sont aussi parfois qualifiées d'anti-musique car elles semblent se rebeller contre le concept même de la musique. La musique dangereuse est souvent étroitement associée à l'école de composition Fluxus, en particulier au travail de Dick Higgins, qui a composé une série d'œuvres intitulées Danger Music.

## Sur scène
Des débris de verre jonchent la scène après un concert du musicien australien de musique bruitiste Justice Yeldham. Yeldham joue d'un instrument en verre, qu'il brise souvent lors de ses concerts, s'infligeant au passage des blessures au visage.
Comme pour de nombreuses formes de musique conceptuelle et d'art de la performance, les frontières entre « musique », « art », « théâtre » et « protestation sociale » ne sont pas toujours claires ou apparentes. La danger music a donc des points communs avec les performances d'artistes tels que Mark Pauline et Chris Burden. Par exemple, certains exemples extrêmes de danger music demandent aux artistes d'utiliser des sons si forts qu'ils assourdissent les participants, ou de lancer des bombes antipersonnel dans le public.
Le projet sonore Hanatarash de Yamantaka Eye s'est distingué par ses concerts dangereux, l'exemple le plus célèbre étant celui où l'artiste japonais a conduit une pelleteuse à travers la salle, aux coulisses. Il a également été rapporté que les spectateurs devaient remplir un formulaire de décharge avant les concerts afin d'éviter que le groupe ou la salle ne soient poursuivis en justice en cas de blessures.
D'autres pièces impliquent des formes plus symboliques de danger, comme Danger Music for Dick Higgins de Nam June Paik, qui demande à l'interprète de « se glisser dans le vagin d'une baleine vivante. »